# Campeonato Maranhense de Futebol de 1964
O Campeonato Maranhense de Futebol de 1964 foi a 43º edição da divisão principal do campeonato estadual do Maranhão. O campeão foi o Sampaio Corrêa que conquistou seu 10º título na história da competição. O artilheiro do campeonato foi Hamilton, jogador do Moto Club, com 8 gols marcados.

## Premiação
| Campeonato Maranhense de 1964       |
| São Luís                            |
| ----------------------------------- |
| Sampaio Corrêa Campeão (10º título) |